# Хиллинский район
Хиллинский район (азерб. Xıllı rayonu / Хыллы рајону) — административно-территориальная единица Азербайджанской ССР, существовавшая в 1939—1955 годах. Административный центром района являлось село Хиллы. 

## История
Хиллинский район был образован 24 января 1939 года в составе Азербайджанской ССР. В его состав вошли 8 сельских и 2 поселковых совета, переданных из Сальянского района.
11 февраля 1940 года часть территории Хиллинского района была передана в новый Нефтечалинский район.
С 3 апреля 1952 года по 23 апреля 1953 года район входил в Бакинскую область.
24 сентября 1955 года Хиллинский район был упразднён, а его территория разделена между Нефтечалинским и Сальянским районами.
В районе издавалась газета «Коммунизм јолу».

## Население
По данным переписи 1939 года, в Хиллинском районе проживало 25 542 чел. Национальный состав района был таким: азербайджанцы — 77,4 %, русские — 20,1 %.